# Saison 4 de Médium
Chronologie
Saison 3 Saison 5
Cet article présente le guide des épisodes de la quatrième saison de la série télévisée américaine Médium.

## Généralités
La série était initialement prévue pour revenir à l'antenne les dimanches à partir de janvier 2008, après la saison de football. À la suite du déclenchement de la Grève de la Writers Guild of America de 2007, de nombreuses cases horaire se sont libérées, la saison a débuté les lundis à partir du 7 janvier 2008.

## Distribution de la saison

### Acteurs principaux
- Patricia Arquette (V. F. : Françoise Cadol) : Allison DuBois
- Jake Weber (V. F. : Pierre Tessier) : Joe (Joseph) DuBois
- Miguel Sandoval (V. F. : Philippe Catoire) : Procureur Manuel Devalos
- Sofia Vassilieva (V. F. : Lisa Caruso) : Ariel DuBois
- Maria Lark (V. F. : Alice Orsat) : Bridget DuBois
- David Cubitt (V. F. : Renaud Marx) : Détective Lee Scanlon

### Acteurs récurrents
- Miranda Carabello (V. F. : Jeanne Orsat) : Marie DuBois
- John Prosky (V. F. : Pierre Dourlens) : Procureur Tom Van Dyke (8 épisodes)
- Anjelica Huston (V. F. : Monique Thierry) : Cynthia Keener (7 épisodes)
- Tina DiJoseph (en) (V. F. : Cathy Diraison) : Adjointe au maire Lynn DiNovi (5 épisodes)
- Roxanne Hart (V. F. : Laure Sabardin) : Lily Devalos (épisode 1)
- Holliston Coleman : Hannah (épisodes 1 et 2)
- Conor O'Farrell (V. F. : Guy Chapelier) : Larry Watt (épisode 5)
- Bruce Gray (V. F. : Jean-Pierre Rigaux) : Père de Joe (épisodes 7 et 8)
- Kathy Baker (V. F. : Mireille Delcroix) : Marjorie DuBois (épisodes 7 et 8)
- Kelly Preston (V. F. : Véronique Alycia) : Meghan Doyle (épisodes 12, 14 à 16)
- Kurtwood Smith (V. F. : Serge Blumenthal]) : Agent du FBI Edward Cooper (épisode 12)
- Ned Schmidtke (en) : Terry Cavanaugh (épisodes 15 et 16)

## Épisodes

### Épisode 1:Et Maintenant…
- États-Unis /  Canada : 7 janvier 2008 sur NBC / CTV[3]
- Belgique : 19 septembre 2008 sur RTL-TVI
- France : 29 novembre 2008 sur M6
- Suisse : date inconnue sur TSR1
- Québec : date inconnue sur Ztélé

À présent que les pouvoirs surnaturels d'Allison sont connus du grand public, la vie de chacun des membres de sa famille a été fortement chamboulée... Pour sa part, l'inspecteur Scanlon a été affecté à la prévention en milieu scolaire, ce qui n'a pas l'air de l'enthousiasmer...
Allison voit dans ses rêves, depuis quelque temps déjà, un petit garçon enlevé alors qu'il se trouvait dans un magasin de jouets. Victime de sa soudaine célébrité, Allison ne peut plus se tourner vers Devalos ou Scanlon pour leur demander de l'aide. Elle décide alors de s'adresser directement à Cynthia Keener, chargée par la famille du petit garçon de le retrouver.
Ses rêves lui donnent deux indices essentiels : une tenue en toile verte, et des souris.

### Épisode 2:La Peur au ventre
- États-Unis : 14 janvier 2008 sur NBC
- Belgique : 26 septembre 2008 sur RTL-TVI
- France : 22 novembre 2008 sur M6

Allison prête une nouvelle fois main-forte à Cynthia Keener, lorsque cette dernière enquête sur la disparition mystérieuse d'une adolescente.
Parallèlement, Ariel voit en rêve l'époque (1987) où Allison fréquentait le lycée, lorsqu'un garçon lui avait demandé de l'accompagner à un concert... Or justement elle vient d'être invitée à un concert. Ses parents lui ayant déclaré que, étant âgée de 14 ans, elle était trop jeune pour y aller, Ariel se rebelle et demande à sa mère, interloquée, pourquoi elle-même était allée à un concert à 15 ans à l'époque.

### Épisode 3:I Love Paris
- États-Unis : 21 janvier 2008 sur NBC
- Belgique : 3 octobre 2008 sur RTL-TVI
- France : 29 novembre 2008 sur M6

Allison accepte à contrecœur de suivre Joe à une petite fête organisée dans la maison de l'un de ses employeurs éventuels. Quelque temps plus tard, la fille de ce dernier disparaît alors qu'elle est sur le point de se marier, et Allison pense immédiatement aux dernières visions qu'elle a eues, concernant cette jeune femme et son ex-mari. Dans son rêve, ces deux jeunes gens se trouvent dans un hôtel à Paris, mais Allison est dans l'incapacité de déterminer si l'action a eu lieu dans le passé, a lieu actuellement, ou aura lieu.
Néanmoins Allison va tenter de retrouver la jeune femme, ce qui permettrait par la même occasion d'assurer à Joe un bel avenir professionnel.

### Épisode 4:Au cœur du silence
- États-Unis : 18 février 2008 sur NBC
- Belgique : 10 octobre 2008 sur RTL-TVI
- France : 6 décembre 2008 sur M6

Allison se réveille sourde. Cynthia Keener tentant de l'appeler explique à Joe qu'une jeune fille sourde a été enlevée contre paiement d'une rançon de 5 millions de dollars, et sollicite Allison pour la retrouver. Joe décide alors de l'épauler dans ses recherches, tout comme Cynthia Keener, à la demande des parents fortunés de la jeune disparue, qui refusent de prévenir la police.

### Épisode 5:Le Sacrifice
- États-Unis : 25 février 2008 sur NBC
- Belgique : 17 octobre 2008 sur RTL-TVI
- France : 13 décembre 2008 sur M6

Allison voit dans un rêve en blanc-et-noir, filmé comme un film des années 1920, une scène où Larry Watt, avocat pénaliste qu'elle a connu dans les saisons 1 et 2, lui vient en aide financièrement.
Quelques jours après, Larry Watt lui propose effectivement de travailler à son service en tant que consultant. Ayant quelques difficultés financières, Allison se retrouve presque dans l'obligation d'accepter sa proposition. Il s'agit de déterminer si un homme accusé du meurtre de son épouse est innocent ou coupable.
Parallèlement, Joe recherche du travail sans en trouver ; le couple hypothèque la maison. Joe est étonné de découvrir qu'Ariel a gagné de l'argent. Comment se l'est-elle procuré ? Joe découvre qu'elle a profité de ses dons de « voyance » pour faire des « prédictions » au profit d'une élève du lycée, qui l'a rémunérée pour cela !

### Épisode 6:Après l'enfer
- États-Unis : 3 mars 2008 sur NBC
- Belgique : 24 octobre 2008 sur RTL-TVI
- France : 20 décembre 2008 sur M6

Devalos souhaiterait récupérer la place de l'actuel procureur, mais ses efforts pourraient être sérieusement compromis par les rêves d'Allison, qui voit dans ses visions Garity, homme politique qui soutient principalement Devalos dans sa campagne, être impliqué dans une odieuse et choquante conspiration. En effet, il semblerait que le sénateur soit lié au meurtre d'un homme.
Allison découvre que 40 ans auparavant, le défunt, Laroche, avait été prisonnier avec Garity dans un camp de prisonniers durant la Guerre du Viet-Nam, et qu'un secret liait les deux hommes depuis ce temps là. Garity n'aurait-il pas tué Laroche de peur que celui-ci ne révèle le secret aux médias ?
Parallèlement, Bridgette fait un rêve comme quoi un employé de l'entreprise de recouvrement de dettes chargé du suivi de la famille DuBois est cambriolé. Elle voit même comment le domicile de l'homme est forcé et connaît son nom. Joe contacte cet homme et lui suggère fortement d'équiper d'un verrou sa porte de derrière. Quelque temps plus tard, l'homme recontacte Joe : il n'avait pas pris la précaution d'installer le verrou, et il a été effectivement cambriolé. Il annonce à Joe qu'en guise de remerciement, il a classé le dossier des DuBois dans les dossiers « Non urgent », ce qui va laisser un petit répit à la famille !

### Épisode 7:Le Marié, le Dentiste et la Prostituée (1repartie)
- États-Unis : 10 mars 2008 sur NBC
- Belgique : 31 octobre 2008 sur RTL-TVI
- France : 3 janvier 2009 sur M6

Allison reçoit la visite surprise de sa belle-mère et se trouve dans l'embarras. Elle ne l'avait plus revue depuis qu'elle avait révélé publiquement ses dons de médium. La belle-mère aide le couple qui est en proie à des difficultés financières.
Parallèlement Cynthia Keener souhaiterait qu'Allison lui donne un coup de main sur une affaire concernant la disparition d'une jeune fille. Or Allison a vu en rêve que cette jeune fille se prostituait et avait été enlevée par un dentiste.

### Épisode 8:Le Marié, le Dentiste et la Prostituée (2epartie)
- États-Unis : 17 mars 2008 sur NBC
- Belgique : 7 novembre 2008 sur RTL-TVI
- France : 3 janvier 2009 sur M6

### Épisode 9:Jeu macabre (1repartie)
- États-Unis : 24 mars 2008 sur NBC
- Belgique : 14 novembre 2008 sur RTL-TVI
- France : 3 janvier 2009 sur M6

- Sarah Drew (Suzie Keener)
- Lily Rabe (Joanna Wheeler)

### Épisode 10:Jeu macabre (2epartie)
- États-Unis : 31 mars 2008 sur NBC
- Belgique : 21 novembre 2008 sur RTL-TVI
- France : 3 janvier 2009 sur M6

- Sarah Drew (Suzie Keener)
- Lily Rabe (Joanna Wheeler)

### Épisode 12:Meurtre par procuration
- États-Unis : 14 avril 2008 sur NBC
- Belgique : 5 décembre 2008 sur RTL-TVI
- France : 17 janvier 2009 sur M6

### Épisode 13:Tuer ensemble
- États-Unis : 21 avril 2008 sur NBC
- Belgique : 12 décembre 2008 sur RTL-TVI
- France : 24 janvier 2009 sur M6

### Épisode 14:Le Malheur des uns…
- États-Unis : 28 avril 2008 sur NBC
- Belgique : 19 décembre 2008 sur RTL-TVI
- France : 31 janvier 2009 sur M6

### Épisode 15:…fait le bonheur des autres
- États-Unis : 5 mai 2008 sur NBC
- Belgique : 26 décembre 2008 sur RTL-TVI
- France : 7 février 2009 sur M6

### Épisode 16:Le Tourbillon de la vie
- États-Unis : 12 mai 2008 sur NBC
- Belgique : 2 janvier 2009 sur RTL-TVI
- France : 7 février 2009 sur M6

Allison est appelée par un jeune avocat qui est inquiet par le fait que sa femme Kelly déclare entendre des bruits d'eau et des pleurs de bébé dans la maison qu'ils viennent d'acheter. La jeune femme pense que leur maison est hantée. Effectivement, quelques jours après, Allison découvre que 20 ans auparavant, une mère avait noyé son bébé dans la baignoire de la salle de bains de la maison. Puis Kelly se « suicide », ce qui fait que le jeune avocat est soupçonné de meurtre...
Parallèlement, Joe annonce à Megan Doyle qu'il a bien réfléchi et qu'il souhaite se retirer de la société qu'ils ont cofondée. Megan lui remet alors un chèque de 250 000 dollars, représentant la part de Joe dans l'entreprise. Mais à la fin de l'épisode, Joe découvrira le plan détourné de Megan et constatera qu'il s'est fait berner, même s'il est très content d'avoir reçu le chèque. Peu de temps après, d'ailleurs, il retrouve un travail très bien payé en rapport avec ses compétences professionnelles.